# Бойга собакозуба
Бойга собакозуба (Boiga cynodon) — отруйна змія з роду Бойга родини Вужеві.

## Опис
Загальна довжина досягає 2,5 м. Голова помітно розширена у задній частині, практично трикутної форми, шийне звуження дуже чітко виражено. Має дуже довгі зуби, розташовані у передній частині неба та на нижніх щелепах, які призначені для схоплювання здобичі, яка вкрита пухким шаром пір'я. Тулуб різних відтінків світло-коричневого кольору з поперечними темно-коричневими смугами з нерівними краями та світлою облямовкою. У задній частині тулуба смуги ширші. На хвості малюнок являє собою приблизно однакової ширини кільця коричневого і світло-жовтого або білого кольору, що поміж собою чергуються. Голова коричнева зверху, від ока до кута рота тягнеться тонка темна смуга. Нижня щелепа й горло яскраво-жовті. Зустрічаються також дуже темні, суто коричневі особини.

## Спосіб життя
Полюбляє рівнинні первинні тропічні ліси, береги річок та інших водойм, плантації. Зустрічається на висоті до 500 м над рівнем моря. Веде переважно деревний спосіб життя, рідко спускаючись на землю. У кронах полює й проводить неактивне денний час. Харчується практично виключно птахами, іноді дрібними ссавцями.
Це яйцекладна змія. Самка відкладає до 25 яєць.

## Розповсюдження
Мешкає від східної Індії до Камбоджі й Лаосу, на Малайському півострові, Великих й Малих Зондских островах (Суматра, Ява, Калімантан та низці інших на схід до острова Флорес), Філіппінах.